# Музей народного сухопутного транспорту Середньої Наддніпрянщини
Музей народного сухопутного транспорту Середньої Наддніпрянщини — це єдина на території України колекція транспортних засобів, починаючи від періоду Трипільської культури до наших часів.

## Історія
Ініціатором створення єдиного в Україні Музею народного сухопутного транспорту став директор заповідника Михайло Іванович Сікорський та науковий співробітник Михайло Іванович Жам.

## Експозиція

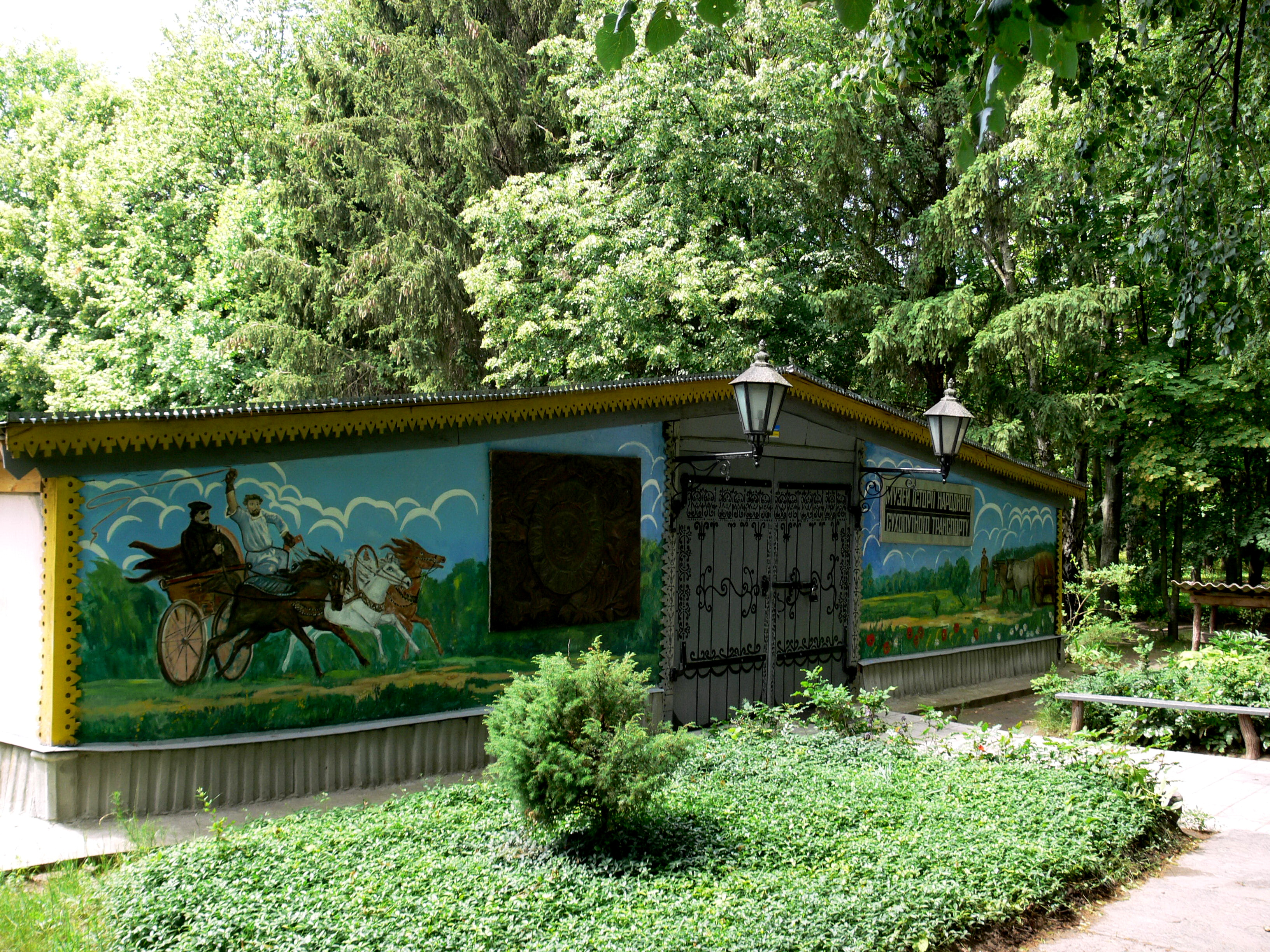
панно художника Ю.Легенького «Шлях — це доля нашого народу»

При вході у музей представлено оригінальне панно художника Ю. Легенького «Шлях — це доля нашого народу».
Експозиція транспорту етнографічної зони Середньої Наддніпрянщини ХІХ — ХХ століть розміщена у павільйоні площею 440 кв. м.
Транспортні засоби систематизовані за видовими і конструктивними відмінностями, функціональним призначенням та тягловою силою. Експонується полозовий та колісний транспорт: шарабан, фаетон, лінійка, тачанки, пожежна помпа, безтарка, биндюг, бідка, сани-козирки, сани-розвальні, господарські сани, ручні санки та ін.
В експозиції представлені науково обґрунтовані реконструкції давніх транспортних засобів, майстерно виготовлені спеціалістами реставраційної майстерні: сани-волокуші, половецький візок, чумацький і циганський вози, грабарка.
Окремо експонується кузня та стельмашна майстерня з відповідними інструментами і пристроями для виготовлення та опорядження сухопутних транспортних засобів.
Також в експозиції музею представлені рідкісні оригінальні транспортні засоби (фаетон, святковий віз) та виробничий реманент каретного двору «Екіпажне виробництво Н. П. Гусакова».
У музеї, крім того, представлені фрагменти різних видів доріг (ґрунтова, дерев'яний настил, бруківка).

## Галерея

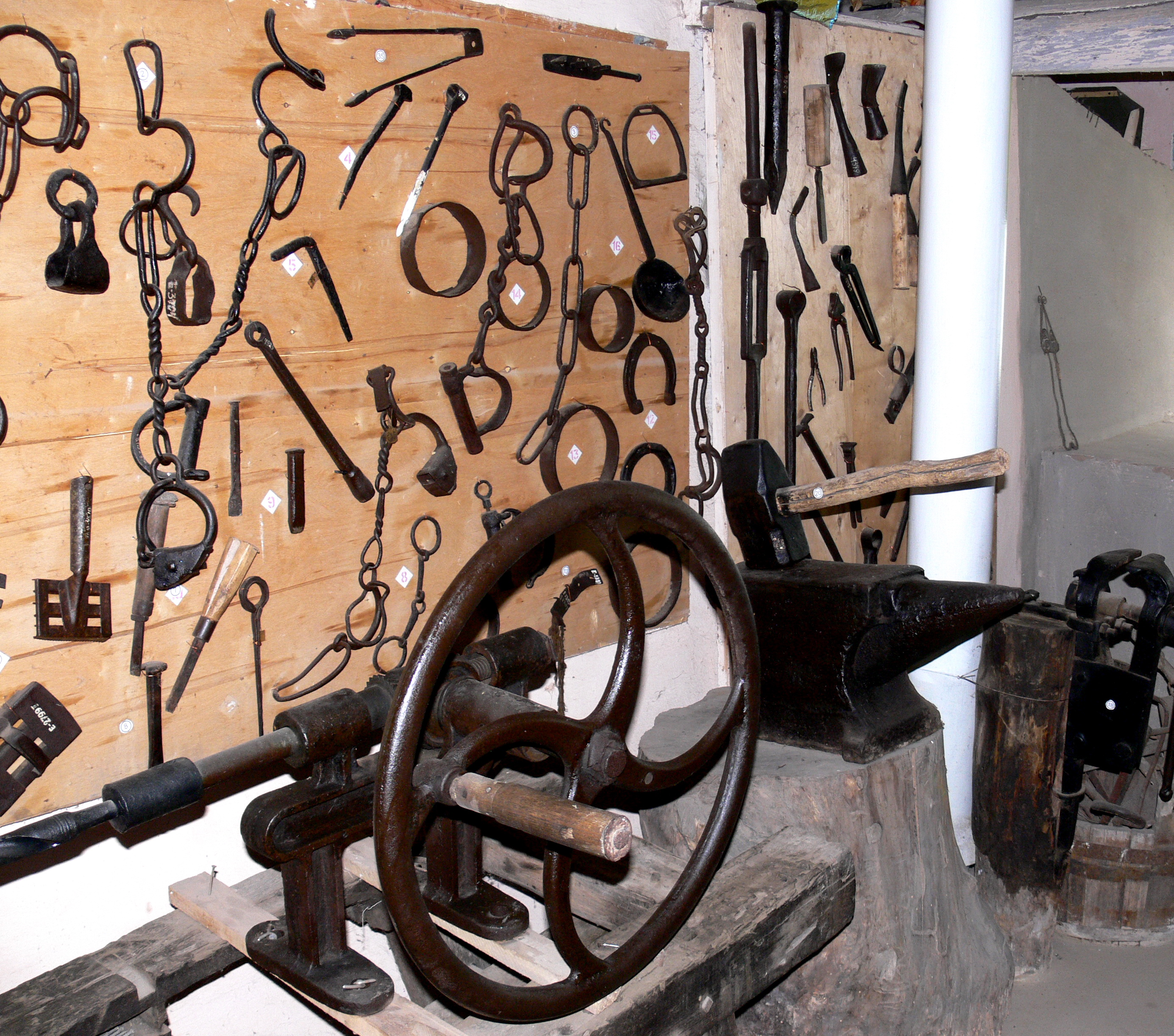
Інтер'єр експозиції., Народний сухопутний транспорт
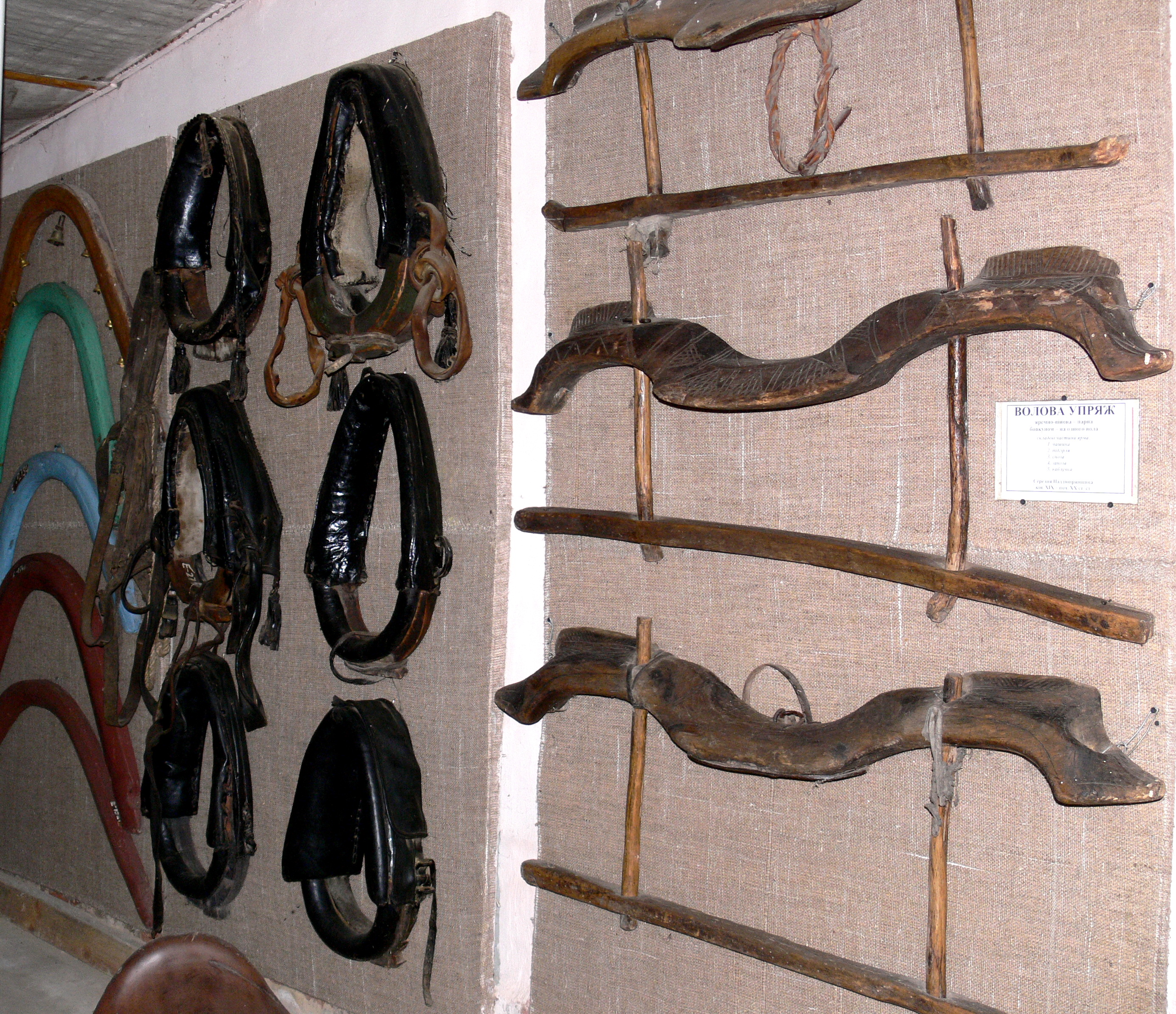
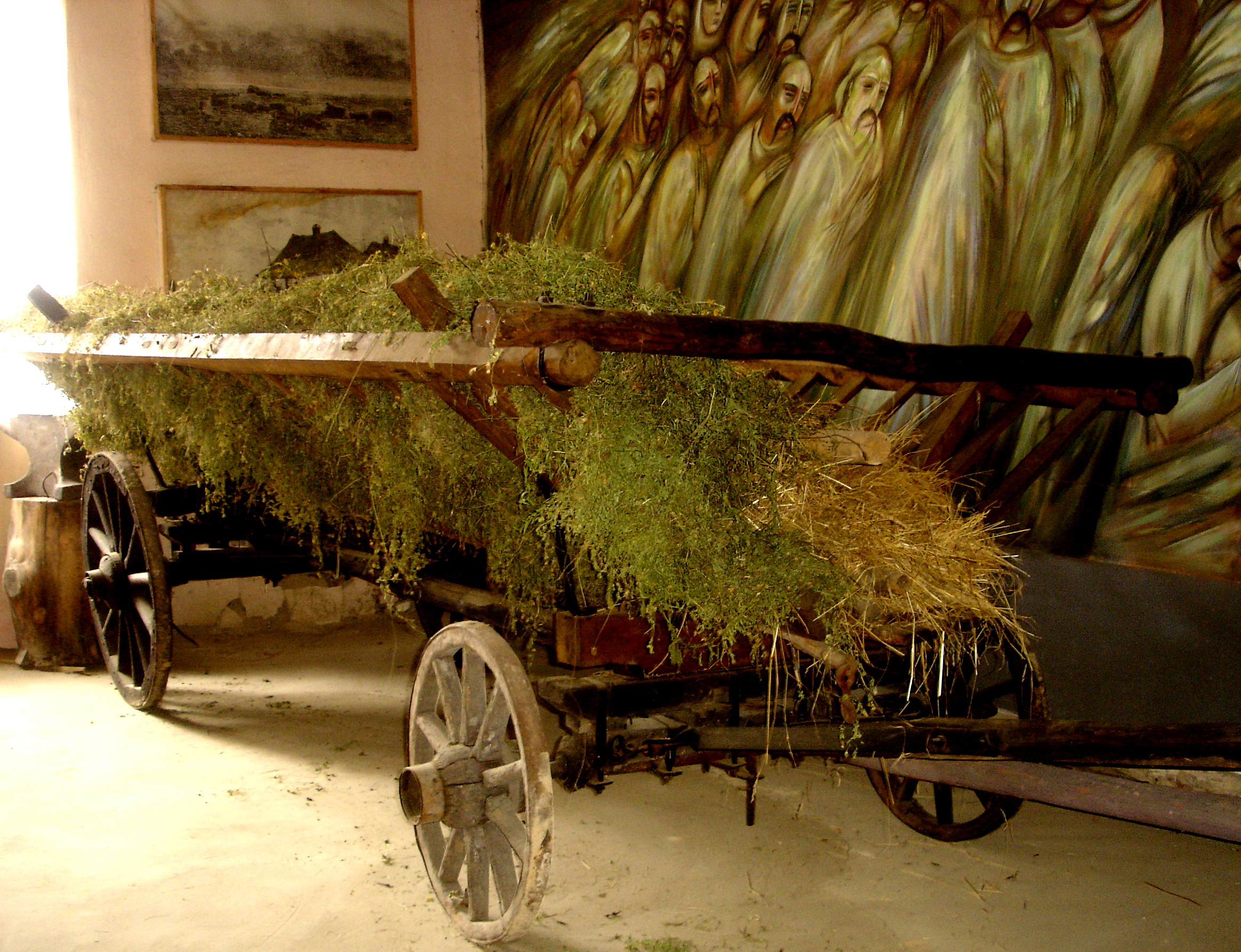
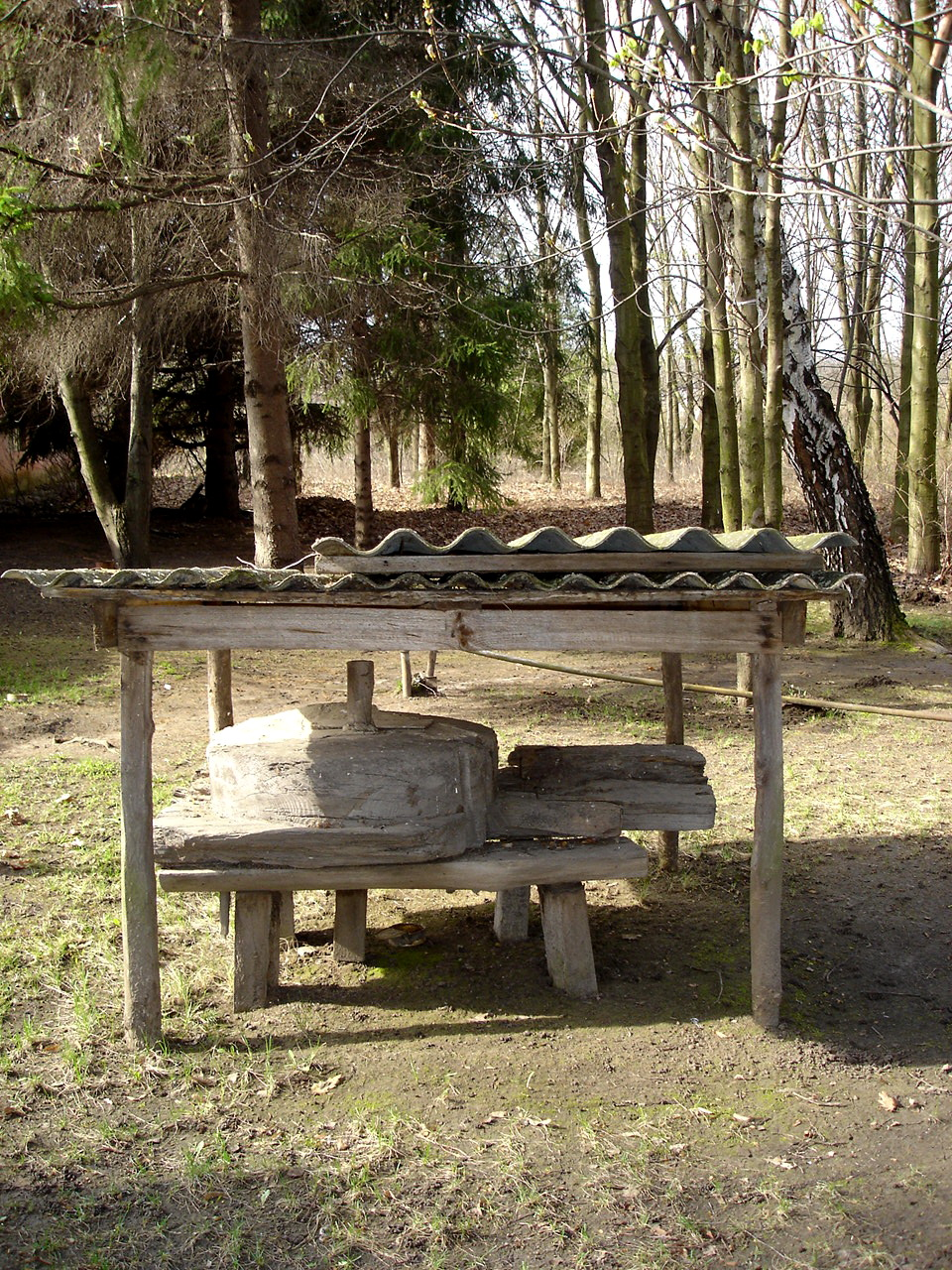